# Phyllogonostreptus silvestris
Phyllogonostreptus silvestris är en mångfotingart som beskrevs av Demange 1970. Phyllogonostreptus silvestris ingår i släktet Phyllogonostreptus och familjen Harpagophoridae. Inga underarter finns listade i Catalogue of Life.